# Urs buzat
Ursul buzat (Melursus ursinus) este unul din cei mai mici urși. Poate trăi până la 30 ani.

## Caracteristicile speciei
Ursul buzat este un mamifer moderat mediu. El are o greutate de până la 140 kg, o înălțime de 0,7 m și o lungime de 1,8 m. Urșii buzați au o blană neagră, însă au fost observate și subspecii de culoare roșiatică-închisă. Are gheare mari și puternice, ce îi permit să se cațăre ușor în copaci. Ursul buzat are urechi mari, în comparație cu capul.

## Dieta
Acești urși sunt omnivori, hrana lor constituind fructele și micile nevertebrate, în special termitele.

## Arealul
Urșii buzați sunt prezenți în Sri Lanka, India, Bangladesh și Bhutan.